# Anton Nekovar

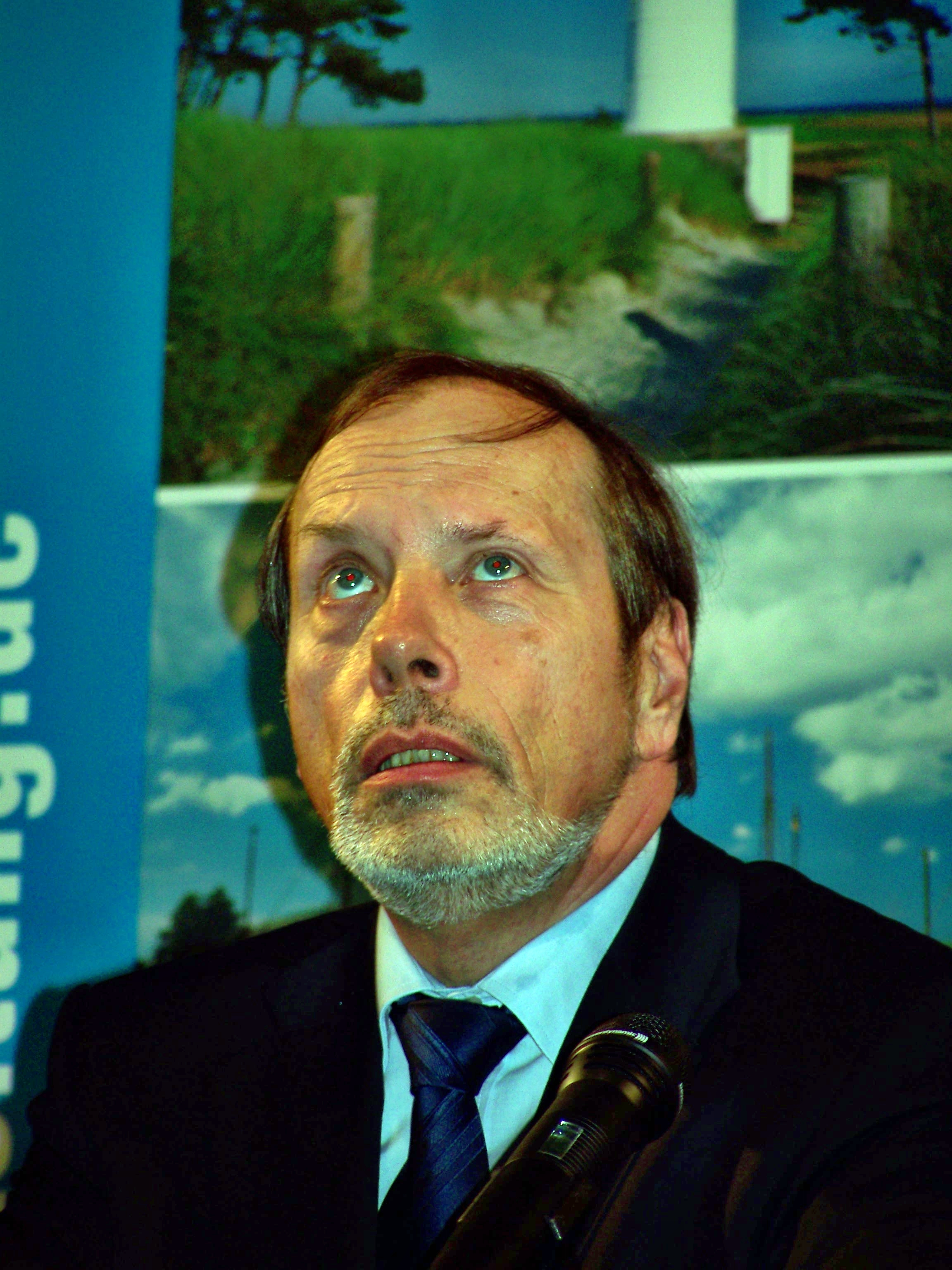
Anton Nekovar

Anton Nekovar (* 21. April 1950 in Wien; † 2. November 2014 ebenda) war ein österreichischer Theaterschauspieler, Dramaturg und Intendant.

## Leben
Als Sohn eines Tischlers absolvierte Anton Nekovar an einem humanistischen Gymnasium in Wien das Abitur und erhielt eine Ausbildung zum Tischler. Parallel zu einer Regie- und Schauspielausbildung studierte er Germanistik, Philosophie und Theaterwissenschaften an der Universität Wien.
Anschließend arbeitete Nekovar als Schauspieler unter anderem am Wiener Volkstheater und war Dramaturg und Oberspielleiter im nahe Wien gelegenen Baden. Er war Intendant des Neuen Theaters in Niederösterreich. Bei mehr als 80 Inszenierungen führte er auch Regie.
Von 2005 bis 2010 war er als Intendant des Theaters Vorpommern in Greifswald, Stralsund und Putbus tätig. Am 28. Mai 2010 wurde er, während er auf einer Tournee in Japan war, durch die Gesellschafter des Theaters Vorpommern mit sofortiger Wirkung von seinem Posten als Intendant abberufen. Am 15. Januar 2013 wurde von der Hansestadt Greifswald bekanntgegeben, dass sich die Theater Vorpommern GmbH und Anton Nekovar „im Einvernehmen unter Achtung sowohl der gemeinsam als erfolgreich bewerteten Aspekte der Zusammenarbeit als auch der zutage getretenen unterschiedlichen Auffassungen“ trennten. Über die Höhe der vereinbarten Abfindung wurde Stillschweigen vereinbart.
Im Januar 2011 war er als Regisseur an der Staatsoper Prag tätig.
Der österreichische Bundespräsident verlieh Nekovar im Jahr 2006 den Titel „Professor“.
Am 2. November 2014 starb Nekovar nach schwerer Krankheit im Alter von 64 Jahren in Wien.